# Hare Bay
Hare Bay est une ville canadienne située sur l'île de Terre-Neuve dans la province de Terre-Neuve-et-Labrador.

## Municipalités limitrophes

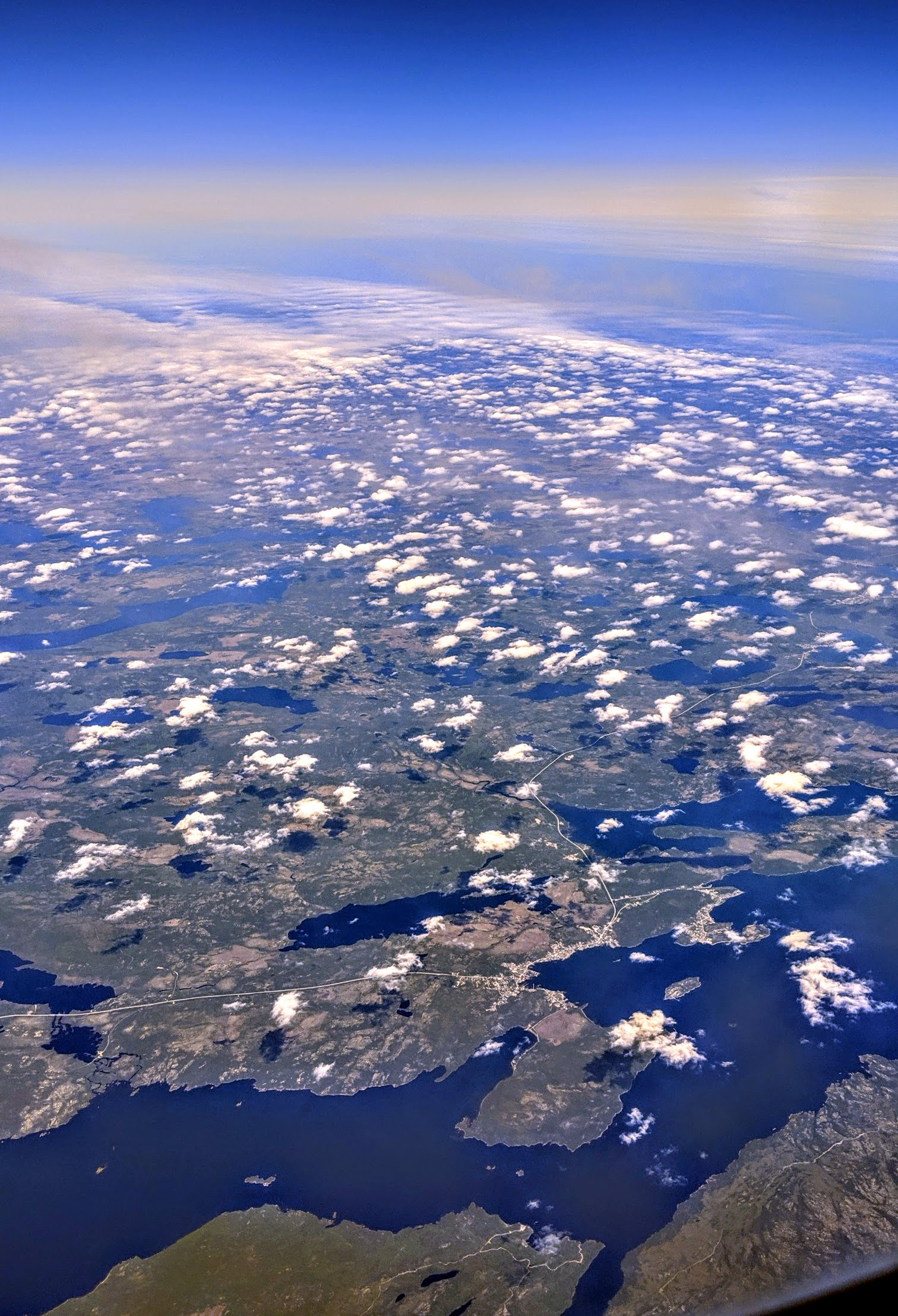
Vue aérienne de Hare Bay